# Kỳ giông Sonan
Hynobius sonani là một loài kỳ giông thuộc họ Hynobiidae.
Đây là loài đặc hữu của Đài Loan.
Môi trường sống tự nhiên của chúng là rừng ôn đới và sông ngòi.
Chúng hiện đang bị đe dọa vì mất môi trường sống.